# 669 (číslo)
Šest set šedesát devět je přirozené číslo. Následuje po čísle šest set šedesát osm a předchází číslu šest set sedmdesát. Římskými číslicemi se zapisuje DCLXIX a řeckými číslicemi χξθ.

## Matematika
669 je:
- Deficientní číslo
- Poloprvočíslo
- Nešťastné číslo

## Astronomie
- (669) Kypria je planetka hlavního pásu, kterou objevil v roce 1908 August Kopff

## Roky
- 669
- 669 př. n. l.